# Croix de cimetière de Vanlay
La croix de cimetière de Vanlay est une croix située à Vanlay, en France.

## Localisation
La croix est située sur la commune de Vanlay, dans le département français de l'Aube.

## Historique
L'édifice est classé au titre des monuments historiques en 1912.